# Don't Tell Me (canção de Madonna)
"Don't Tell Me" é uma canção gravada pela cantora estadunidense Madonna para o seu oitavo álbum de estúdio, Music (2000). Foi escrita pela própria intérprete juntamente com Mirwais Ahmadzaï e Joe Henry, sendo produzida pelos primeiros. O seu lançamento ocorreu em 21 de novembro de 2000, através da gravadora Warner Bros. Records, como o segundo single do disco. Derivada do country pop com elementos de música eletrônica, "Don't Tell Me" fala sobre uma pessoa com atitude.
"Don't Tell Me" foi bem recebida pelos críticos de música, que a mencionou como um dos destaques do álbum e elogiou o desempenho vocal emotivo da cantora. Comercialmente, o single obteve um desempenho positivo, atingindo as dez primeiras posições dos mercados musicais de países como Austrália, Espanha, Finlândia e Reino Unido. Nos Estados Unidos, atingiu a quarta colocação da Billboard Hot 100. Além disso, alcançou o cume do periódico genérico da Billboard, a Hot Dance Club Songs, feito que se repetiu nas tabelas de países como Canadá, Itália e Nova Zelândia. Até 2009, o single havia vendido mais de 4.500 milhões de unidades em todo o globo.
O videoclipe acompanhante esteve a cargo de Jean-Baptiste Mondino e mostra Madonna vestida de vaqueira andando em uma esteira automatizada em frente a uma tela de projeção, com cowboys dançando e montando cavalos no fundo. O clipe recebeu duas indicações no MTV Video Music Awards de 2001, enquanto também foi indicado ao Grammy Awards. A música foi interpretada pela artista durante as digressões internacionais Drowned World Tour (2001) e Re-Invention Tour (2004), bem como em um mashup com "We Can't Stop" (2013), de Miley Cyrus, quando Madonna fez uma aparição especial na série MTV Unplugged, onde Cyrus estava se apresentando.

## Antecedentes
Após o sucesso crítico e comercial de seu sétimo álbum de estúdio, Ray of Light (1998), Madonna pretendia embarcar em uma turnê no outono de 1999, mas devido ao atraso das gravações de seu filme, The Next Best Thing (2000), a digressão foi cancelada. A cantora também engravidou de seu filho Rocco, de seu relacionamento com o diretor Guy Ritchie. Querendo se distrair do frenesi da mídia, Madonna concentrou-se no desenvolvimento de seu oitavo álbum de estúdio, Music. Durante o desenvolvimento do material para a obra, a musicista Trabalhou com o DJ e produtor francês Mirwais Ahmadzaï, descrevendo-o como composto por "funk e música eletrônica combinada com folk futurista. Muitas guitarras jangly e letras melancólicas".
Após o grande sucesso do primeiro single, "Music", "Don't Tell Me" foi escolhido como segundo single do álbum e lançado em 21 de novembro de 2000, pela Maverick Records. Vários remixes para a música foram criados por Thunderpuss, Richard "Humpty" Vission e Tracy Young. A Warner Bros. Records lançou várias versões em CD, cassete, maxi, maxi, single de 12" e single de 7". O Thunderpuss Club Mix tinha uma inspiração mais house, com sintetizadores em espiral e efeitos de teclados. As batidas filtradas e os riffs de teclado aprimorados do Radio Mix da Humpty Vission deram à voz de Madonna um efeito "subaquático", enquanto o remix de Young apresentou um colapso de violino e elementos sonoros que lembram o hit de 1979, "Heart of Glass", de Blondie. José F. Promis do AllMusic, elogiou os remixes por 'transformar a faixa country-em um dance incrível e extravagante.

## Gravação e composição
Madonna co-escreveu e co-produziu "Don't Tell Me" com Ahmadzaï, e seu ex-cunhado Joe Henry Henry que é creditado como compositor adicional. Henry havia escrito uma música estilo tango intitulada "Stop", que apresentava o saxofonista de jazz, Ornette Coleman e Henry, cantando nos vocais "inspirados em Tom Waits"; acabou por ser incluído no oitavo álbum de estúdio deste último, Scar (2001). Depois que Henry apresentou a demo de "Stop" para sua esposa Melanie, irmã de Madonna, ela enviou a faixa para Madonna. A cantora gostou da demo e se sentiu atraída pelas letras da música e o "sentimento de desafio, a atitude dela", mas não gostou muito do tom musical original, pois não estava ornando com as demais sonoridades do álbum Music. Madonna trabalhou com Ahmadzaï e mudou o arranjo original das cordas para uma instrumentação de violão e teclado. Ela gravou no estúdio de Ahmadzaï, acompanhada por uma guitarra Martin D-28, à qual Ahmadzaï adicionou um efeito de gagueira. Madonna preferiu o efeito sonoro à melodia final. Ahmadzaï também tocou violão e teclados na faixa. Mark "Spike" Stent mixou a música e Michel Colombier tocou as cordas.
|                                                    | "Don't Tell Me" Uma amostra de 28 "Don't Tell Me", que mostra o som de guitarra pausado/iniciado, bem como as lambidas de guitarra com Madonna cantando as letras incomuns. |
| Problemas para escutar este arquivo? Veja a ajuda. | |

De acordo com as partituras publicadas pelo Musicnotes.com, "Don't Tell Me" é definido na fórmula de compasso do tempo comum, com um ritmo moderado de 100 batidas por minuto. É composto na clave de Ré maior com vocais do cantora que vão desde a oitava inferior de Sol3 para nota maior de Lá4. A música segue uma sequência básica de D–Am–C–G como sua progressão de acordes. Ben Greenbank, da Sputnikmusic, descreveu a faixa como a "reunião do country pop com o dance" com batidas de trip hop, acompanhadas por riffs de violão. Chuck Arnold, da Billboard, descreveu "Don't Tell Me" como uma faixa "trip-hop vibrante". A música começa com um riff de guitarra "arrancado" em uma batida irregular de pausa/recomeço, com os arpejos remanescentes da música country. Cada quarta batida é seguida por um pequeno silêncio que acaba se formando no refrão.
Rikky Rooksby, autor do livro The Complete Guide to the Music of Madonna, descreveu a sonoridade da música como o encontro do "eletrônico com o country rock" baseada em uma única sequência de quatro acordes, disfarçada pela mixagem. Ele descobriu que os vocais expressivos de Madonna eram duplos. As cordas apareceram no final com os sons repetidos continuando e finalmente desaparecendo. Segundo a autora Carol Vernallis, as paradas contraditórias do violão, intercaladas com os sons eletrônicos digitais, fizeram a música parecer "autêntica" ao retratar o gênero de música country-Wester. Quando perguntado sobre as diferenças entre sua demo e a música de Madonna, Henry apontou que era o ritmo que as diferenciavam. Liricamente, Madonna pede que seu amante na música pare de controlar suas ações e sentimentos; ela compara a letra com a obra de Frank Sinatra. Ela evoca imagens não naturais através da letra cantando "Diga à cama para não se deitar / Como a boca aberta de um túmulo, sim / Não me olhe / Como um bezerro de joelhos".

## Análise da crítica

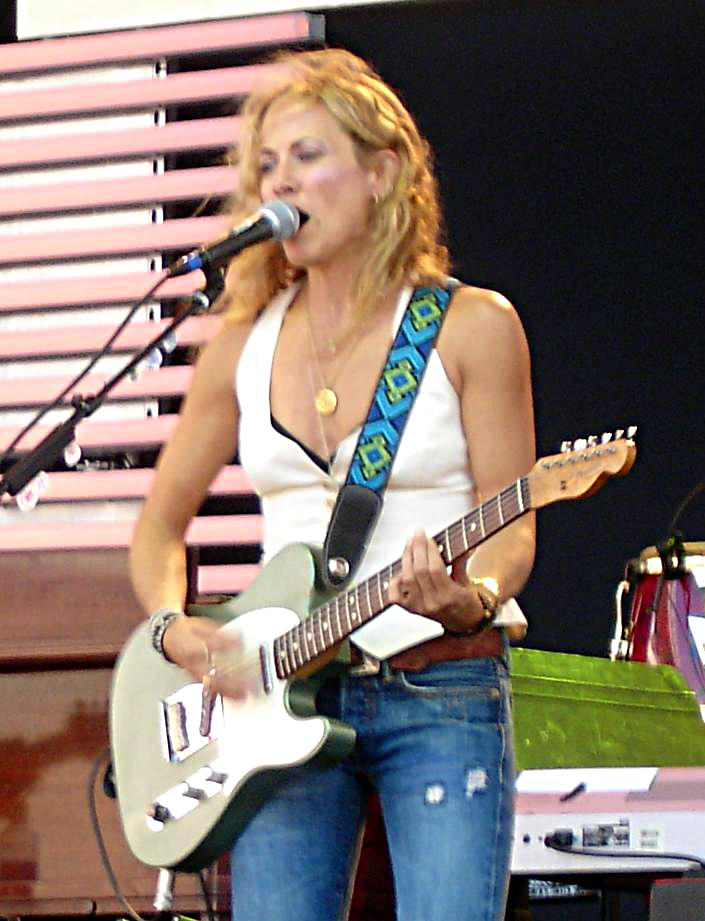
"Don't Tell Me" foi comparado aos trabalhos da cantora estadunidense Sheryl Crow

No geral, "Don't Tell Me" recebeu críticas positivas de críticos de música, que citaram a música como um dos destaques do álbum e elogiaram os vocais de Madonna. Stephen Thomas Erlewine, do AllMusic, fez uma crítica positiva a canção, descrevendo-o como um "intrincado, sensual e atordoante psicopata". Jim Farber, do Daily News, sentiu que "[a música] cruza o eletrônico atualizado com o blues americano radiante através de um gancho de guitarra que soa algo como o 'Sweet Home Alabama' do Lynyrd Skynyrd". Ele também acreditava que as imagens conjuradas na música são predominantemente americanas. Um revisor da NME considerou "Don't Tell Me" um "violão totalmente country, hackeado, sobre faixas de batidas afiadas", comparando a sonoridade apresentada por Madonna a apresentada por Sheryl Crow. Danny Eccleston, do Q, também viu semelhanças com Crow, chamando a faixa de "primo mais próximo da música das paisagens sonoras de Ray of Light", além de apontar seu "final magistral – como um ritmo de zumbidos insetóides e estilo ARP flexível". Justin Harp, da Digital Spy, sentiu que "as comparações [com Sheryl Crow] realmente fizeram um desserviço a uma faixa que se destaca como particularmente única no enorme catálogo de hits de Madonna". Louis Virtel, de TheBacklot.com, colocou "Don't Tell Me" no número 25 de sua lista das "100 Maiores Canções de Madonna"; ele elogiou a cantora por "invocar alguns experimentos verdadeiros de música country" e o chamou de "momento inconfundível no rádio do início dos anos 2000". Samuel R. Murrian, do Parade, escreveu que "a personalidade rebelde e desafiadora de Madonna que amamos está a todo vapor nessa música extremamente inteligente e contagiosa". Ao classificar os singles de Madonna em homenagem aos seus 60 anos, Jude Rogers, do The Guardian, colocou a faixa no número 32, chamando-a de "brilhantemente estranha" e elogiando a sua pegada. Jon O'Brien, da revista Paste, elogiou a produção da faixa e acreditava que ela era um "destaque imediato" no álbum. A mistura dos riffs de guitarra, as batidas fraturadas e o arranjo de cordas de Colombier foram todos listados como um "final elegíaco". Pensamentos semelhantes foram compartilhados por Matthew Jacobs, do The Huffington Post, que o classificou no número 21 de sua lista "O ranking definitivo de singles de Madonna".
Em sua crítica ao álbum Music, Sal Cinquemani, da revista Slant, sentiu que Madonna revelou mais de sua alma na faixa. Cinquemani opinou ainda que "Don't Tell Me" era considerado um acompanhamento "improvável" para "Music", por sua "estrutura atípica e letras peculiares [...] [que] tornaram um sucesso improvável. Mas um sucesso é exatamente o que foi [...]", premiando a faixa com um B+. Larry Flick, da Billboard, chamou "Don't Tell Me" de uma "jóia pensativa, muitas vezes poética", que apresenta "uma das entregas vocais mais emocionantes de Madonna". Em agosto de 2018, a Billboard o escolheu como o 20º maior single da cantora; "uma mistura de letras poeticamente descentralizadas. um efeito de gagueira sem salto de CD e esse riff de guitarra barulhento, ["Don't Tell Me"] acabaria uma bagunça para muitos artistas. Mas para Madonna, ela conseguiu mais um top cinco no Hot 100". O autor Alejandro L. Madrid sentiu que a música tinha elementos da música Nortec. Steven Humphrey, do The Portland Mercury, saudou-a como "uma ótima música. (Talvez a última ótima música da carreira de [Madonna]?)". Uma combinação gaguejante de trip-hop e música caipiresca, o cântico emotivo de Madonna expressa perfeitamente desejo de uma garota dizendo ao namorado para parar de controlar como ela se sente". Chuck Arnold, da Entertainment Weekly, listou "Don't Tell Me" como o 28º melhor single de Madonna, escrevendo que "com seu violão, batida country e trip-stop, ['Don't Tell Me'] é bem-sucedido contra as probabilidades". para o Gay Star News, Joe Morgan escreveu: "As letras não fazem muito sentido, mas isso não importa. Este é um pop eletrônico country único". Para Richard Labeau, do Medium, 'esta fascinante mescla de country e dance está entre as músicas mais exclusivas de sua carreira'. Uma crítica negativa veio de Cynthia Fuchs, do PopMatters, que escreveu que a música "é outra quase falha, com atitude admirável, mas, bem, letras risíveis".

## Videoclipe

### Histórico e sinopse

Cena inical do vídeo de "Don't Tell Me", Madonnna aparece caminhando por uma aparente estrada deserta, que posteriormente acaba por se revelar uma projeção em um cenário de estilo drive-in e que Madonna está na verdade andando em uma esteira.

As filmagens do videoclipe "Don't Tell Me" ocorreram em outubro de 2000. Foi dirigido por Jean-Baptiste Mondino, que havia colaborado anteriormente com Madonna em seus vídeos de "Open Your Heart" (1986), "Justify My Love" (1990), "Human Nature" (1995) e "Love Don't Live Here Anymore" (1996),, enquanto Jamie King ficou encarregado da coreografia. King descreveu o processo de filmagem: "[Mondino] realmente não escreve tanto um tratamento. Ele pode ter uma ideia e Madonna e eu realmente temos muitas ideias, e então eu costumo criar uma coisa de estilo de tratamento que ele acaba executando e Madonna concorda com isso. É realmente uma ótima colaboração". O figurino foi criado por DSquared 2 e por uma colaboradora de longa data de Madonna, Arianne Phillips. Em uma entrevista de 2016 à Billboard, Phillips citou "Don't Tell Me" como um de seus momentos favoritos do estilo Madonna, dizendo que trabalhar com a cantora é gratificante e desafiador".
O vídeo começa com Madonna — vestida com uma camisa xadrez azul de flanela, jeans sujos, um grande cinto de fivela e botas — caminhando por aparentemente por uma estrada deserta em direção ao espectador. A câmera diminui o zoom e revela que a rodovia é na verdade uma projeção em um cenário de estilo drive-in e que Madonna está andando em uma esteira. Sua caminhada congela simultaneamente com as desistências silenciosas da música. O clipe então alterna entre cenas de Madonna dançando sozinha na esteira, brincando com areia no deserto, e um grupo de cowboys dançando no cenário de vídeo. Mais tarde, os cowboys se juntam à cantora em uma coreografia de dança, com Madonna vestindo uma jaqueta preta de estilo ocidental, chapéu de cowboy e botas camurça. No final, Madonna é vista montando um touro mecânico, enquanto a cena final mostra um vaqueiro montando um cavalo malhado em câmera lenta, sendo jogado no chão e levantando-se novamente.

### Análise da crítica
O Jim Farber do New York Daily News, elogiou a coreografia apresentada no vídeo, escrevendo que ele 'faz jus à beleza do vídeo da canção 'Open Your Heart'. Steven Humphrey, do The Portland Mercury, sentiu que o vídeo partiu das colaborações anteriores de Mondino e Madonna devido aos seguintes motivos: "[Madonna] é tratada mais como uma peça de teatro [...] que ela está lá - não abertamente" sexual, não tentando provar nenhum ponto, apenas ali" — Humphrey encontrou referências do trabalho anterior de Monidno no clipe de "Don't Tell Me", incluindo as "projeções de pernas para o ar e um narrador plácido e quase sem emoção" — que ele exibiu no videoclipe "The Boys of Summer" do cantor Don Henley.. Justin Harp, da Digital Spy, sentiu que "a visão de Madonna usando chapéu de cowboy e dança de linha no [vídeo] ainda é considerada um dos visuais icônicos de sua carreira de quatro décadas". A autora Judith Periano escreveu em seu livro Listening to the Sirens: Musical Technologies of Queer Identity from Homer to Hedwig, que o vídeo era comparável ao clipe de "Get Happy", de Judy Garland". Samuel R. Murrian opinou que o vídeo lançou a linha "cowboy chic".
Santiago Fouz-Hernández e Freya Jarman-Ivens, autores de Drowned Worlds, de Madonna, questionaram se o retrato da cantora sobre a cultura ocidental no vídeo era legítimo ou se era para ser sincero, também criticando os cowboys que dançavam. Farber acrescentou que "ao colocar seus caubóis em um cartaz comercial, [Madonna] não apenas reconhece o absurdo de interpretar uma moça rural, como também questiona implicitamente se há alguma diferença entre autenticidade e falsidade em um mundo movido pela mídia". De acordo com Amy Herzog, o vídeo inverte o olhar masculino tradicional, direcionando-o para o cowboy caído no final — a subversão é um tema recorrente no trabalho de Madonna a partir de seus videoclipes da década de 1980.
Durante a edição de 2001 do MTV Movie Awards, os anfitriões Kirsten Dunst e Jimmy Fallon parodiaram o vídeo e a aparência de vaqueira de Madonna. A certa altura, Fallon caiu no chão para se cobrir de areia. A música "Do it With Madonna", da banda de rock australiana The Androids, fez referência ao videoclipe na linha "Você a viu onde ela está usando o chapéu de cowboy e chutando a terra?". Em 2015, a apresentadora de programa de televisão Ellen DeGeneres recriou o vídeo, superpondo-se como um dos cowboys de Madonna. No 10º Prêmio Anual da Associação de Produção de Vídeos Musicais, realizado em 16 de maio de 2001, o vídeo ganhou dois prêmios: nas categorias Vídeo do ano e Melhor direção Para uma Artista Feminina. Também foi indicado ao Grammy de Melhor Vídeo Musical na 44ª cerimônia e como Melhor Vídeo Feminino e Melhor Coreografia no MTV Video Music Awards de 2001. Em 2009, o vídeo foi incluído na compilação de Madonna, Celebration: The Video Collection.

## Apresentações ao vivo

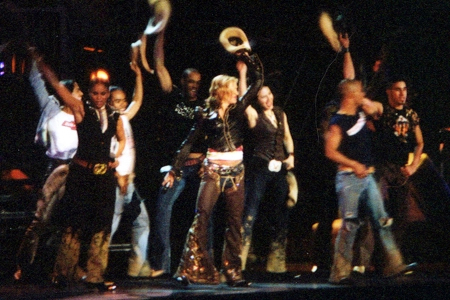
Madonna e seus dançarinos performando "Don't Tell Me" durante a Drowned World Tour (2001).

Em 3 de novembro de 2000, Madonna apareceu no The Late Show with David Letterman, sua primeira vez no programa desde sua controversa aparição em 1994. Ela apresentou uma versão lenta de "Don't Tell Me" no violão; isso marcou a primeira vez que a cantora tocou violão em público. Vestida com uma camisa de caubói preta e jeans, ela se juntou a Joe Henry. Logo depois, ela viajou para a Europa para promover a música e apresentou "Don't Tell Me" no programa de TV alemão Wetten, dass..?. Em 24 de novembro, ela apareceu no programa de televisão britânico Top of the Pops e apresentou "Don't Tell Me" e "Music". As duas músicas também foram tocadas durante a visita de Madonna ao programa de televisão francês Nulle Part Ailleurs naquela mesma semana, bem como no programa italiano Carràmba! Che fortuna. A música também foi apresentada nos shows promocionais do álbum Music, em 5 de novembro de 2000, no Roseland Ballroom, em Nova Iorque, e em 29 de novembro, na Brixton Academy, em Londres. Durante a apresentação, Madonna sentou em um fardo de feno, enquanto Ahmadzaï tocava violão. Seu figurino consistia em uma blusa preta com o nome Britney Spears, chapéu de cowboy e botas. Para a apresentação em Londres, Madonna usava uma camiseta diferente, com os nomes de seu filho Rocco e da filha Lourdes impressos.

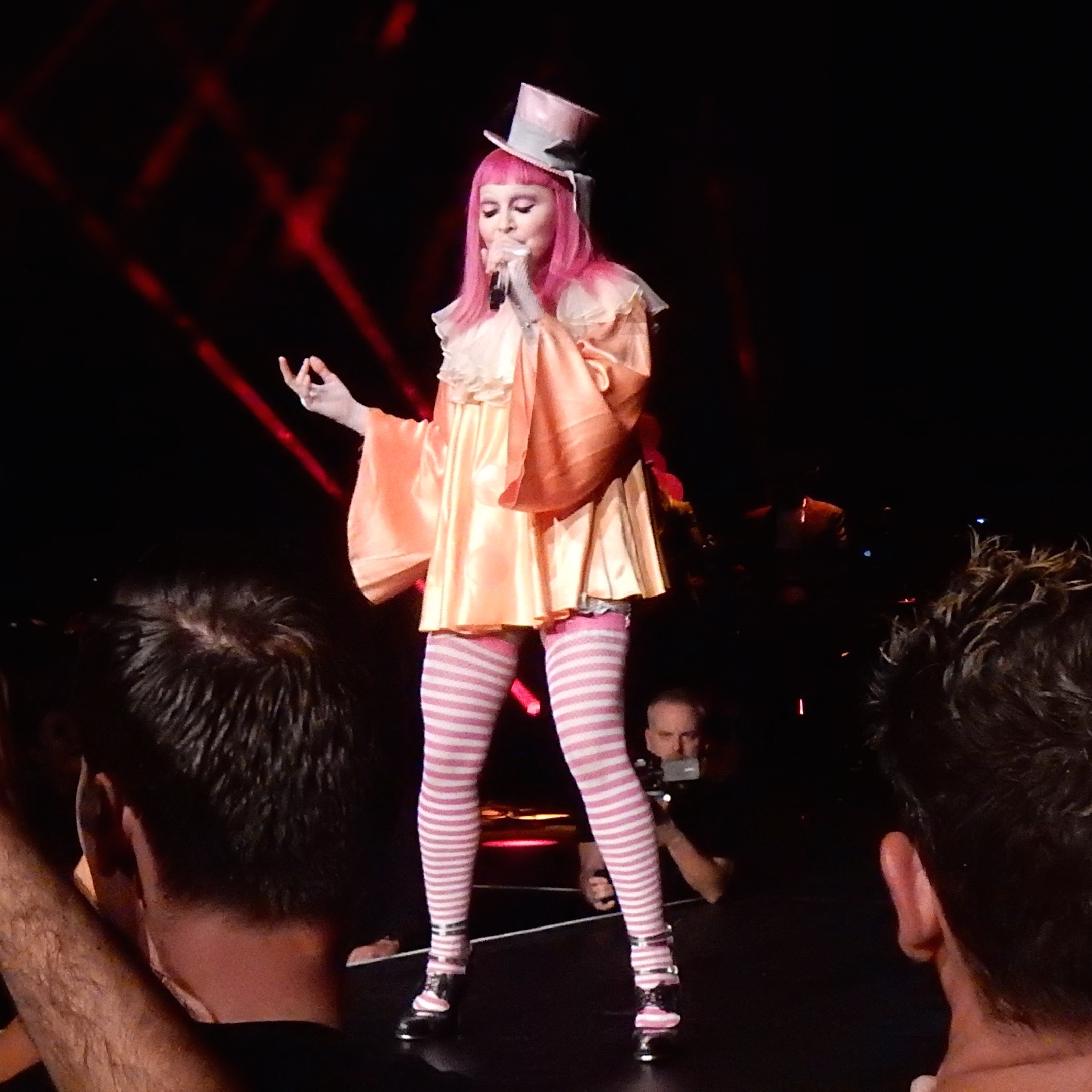
Madonna performando "Don't Tell Me" durante a Tears of a Clown em Melbourne, Austrália, em março de 2016

Na Drowned World Tour (2001), Madonna tocou "Don't Tell Me" como a segunda música do terceiro ato de tema ocidental. Vestida como uma vaqueira em uma jaqueta preta, blusa de estrelas e listras, um rabo de guaxinim como acessório, chapéu de cowboy e jeans incrustados de lama com rachaduras, Madonna reencenou o videoclipe da música com seus dançarinos vestidos como vaqueiros e fez uma coreografia de dança. Phill Gallo, do Variety, ficou impressionado com o número, apontando que foi o primeiro da turnê a apresentar a cantora e seus dançarinos fazendo coreografia coletiva. A apresentação em 26 de agosto de 2001, no The Palace of Auburn Hills, Detroit foi gravada e lançada no álbum de vídeo ao vivo, Drowned World Tour 2001. Em 9 de maio de 2003, Madonna tocou "Don't Tell Me" no HMV Oxford Circus, em Londres, enquanto promovia seu nono álbum de estúdio, American Life. Durante a Re-Invention World Tour (2004), Madonna tocou uma versão "divertida" da música, que foi incluída no terceiro ato acústico do programa. Ela estava vestida com um terno preto Stella McCartney com chapéu combinando e novamente encenou a coreografia do vídeo com seus dançarinos. A apresentação contou com amostras da canção "Bitter Sweet Symphony" de The Verve (1997).
Em 29 de janeiro de 2014, Madonna fez uma aparição surpresa no cantora MTV Unplugged da cantora Miley Cyrus, e cantou com ela um mashup de "Do not Tell Me" com "We Can't Stop", do catálogo de Cyrus. Ambas os cantoras estavam vestidos com roupas de caubói de strass. Matthew Jacobs, do The Huffington Post, escreveu que "mesmo que os vocais tenham ficado um pouco ruins no final do mashup – [Cyrus e Madonna] encenaram uma colaboração impressionante que não se baseava nos valores de produção amplificados associados às suas performances típicas". Madonna realizou versões improvisadas de "Don't Tell Me" nas paradas de Amsterdã, Antuérpia e Turim da Rebel Heart Tour (2015–2016). Em março de 2016, a música foi incluída na parada de Melbourne do show Tears of a Clown. Ela cantou a música seguindo um monólogo destinado a um participante que perguntou por que ela ainda estava se apresentando aos 50 e poucos anos. Em dezembro, ela repetiu a apresentação na parada de Miami, que ocorreu no Fórum de Faena da cidade. Um mês antes, ela a apresentou durante um concerto acústico improvisado no Washington Square Park, em apoio a Campanha presidencial de Hillary Clinton.

## Faixas e formatos
| Vinil de 7 pol (Estados Unidos) CD Single (Estados Unidos) 1. "Don't Tell Me" (Versão do álbum) - 4:40 2. "Don't Tell Me" (Thunderpuss' 2001 Hands in the Air Radio) - 4:26 Vinul de 2 x 12 pol (Estados Unidos) - A1 "Don't Tell Me" (Timo Maas Mix) - 6:55 - A2 "Don't Tell Me" (Vission Remix) - 7:52 - B1 "Don't Tell Me" (Thunderpuss' 2001 Hands in the Air Anthem) - 10:20 - B2 "Don't Tell Me" (Vission Radio Mix) - 3:38 - C "Don't Tell Me" (Tracy Young Club Mix) - 11:01 - D1 "Don't Tell Me" (Victor Calderone Sensory Mix) - 6:48 - D2 "Don't Tell Me" (Thunderpuss' 2001 Hands in the Air Radio) - 4:26 Maxi-CD (Estados Unidos) 1. "Don't Tell Me" (Timo Maas Mix) - 6:55 2. "Don't Tell Me" (Tracy Young Club Mix) - 11:01 3. "Don't Tell Me" (Vission Remix) - 7:52 4. "Don't Tell Me" (Thunderpuss' 2001 Hands in the Air Anthem) - 10:20 5. "Don't Tell Me" (Victor Calderone Sensory Mix) - 6:48 6. "Don't Tell Me" (Vission Radio Mix) - 3:38 7. "Don't Tell Me" (Thunderpuss' 2001 Hands in the Air Radio) - 4:26 Vinil de 12 pol. (Europa) - A1 "Don't Tell Me" (Thunderpuss Club Mix) - 7:53 - A2 "Don't Tell Me" (Vission Remix) - 7:52 - B1 "Don't Tell Me" (Tracy Young Club Mix) - 11:01 - B2 "Cyber-Raga" - 5:31 | Vinil azul de 12 pol. (Europa) - A1 "Don't Tell Me" (Timo Maas Mix) - 6:55 - A2 "Don't Tell Me" (Victor Calderone Sensory Mix) - 6:48 - B1 "Don't Tell Me" (Thunderpuss' 2001 Hands in the Air Anthem) - 10:20 - B2 "Don't Tell Me" (Versão do Álbum) - 4:40 CD Single (Alemanha) 1. "Don't Tell Me" (Versão rádio) - 4:10 2. "Cyber-Raga" - 5:31 Maxi-CD (Alemanha) Maxi-CD (Japão) 1. "Don't Tell Me" (Versão rádio) - 4:10 2. "Cyber-Raga" - 5:31 3. "Don't Tell Me" (Thunderpuss Club Mix) - 7:53 4. "Don't Tell Me" (Vission Remix) - 7:52 CD Single 1 (Reino Unido) 1. "Don't Tell Me" (Edição de Rádio) - 4:10 2. "Cyber-Raga" - 5:31 3. "Don't Tell Me" (Thunderpuss Club Mix) - 7:53 CD Single 2 (Reino Unido) (W547CD2) 1. "Don't Tell Me" (Versão do Álbum) - 4:40 2. "Don't Tell Me" (Vission Remix) - 7:52 3. "Don't Tell Me" (Thunderpuss Radio Mix) - 3:40 |

### Remixes
| Maxi-CD (Europa) 1. "Don't Tell Me" (Timo Maas Mix) - 6:55 2. "Don't Tell Me" (Thunderpuss' 2001 Hands in the Air Anthem) - 10:20 3. "Don't Tell Me" (Victor Calderone Sensory Mix) - 6:48 4. "Don't Tell Me" (Vission Remix) - 7:52 | Maxi-CD (Austrália) 1. "Don't Tell Me" (Thunderpuss' 2001 Hands in the Air Anthem) - 10:20 2. "Don't Tell Me" (Timo Maas Mix) - 6:55 3. "Don't Tell Me" (Victor Calderone Sensory Mix) - 6:48 4. "Don't Tell Me" (Tracy Young Club Mix) - 11:01 5. "Don't Tell Me" (Thunderpuss' 2001 Tribe-A-Pella) - 8:31 6. "Don't Tell Me" (Videoclipe) - 4:41 |

## Créditos e equipe
Créditos adaptados das notas principais do CD single e Music.

### Equipe
- Madonna – compositora, produtora
- Mirwais Ahmadzaï – compositor, produtor, programação , guitarra , teclado
- Joe Henry – compositor
- Mark "Spike" Stent –  mixagem
- Jake Davies – engenheiro
- Mark Endert – engenheiro
- Geoff Foster –  engenheiro, engenheiro de cordas
- Michel Colombier – engenheiro de cordas
- Kevin Reagan –  direção de arte, design
- Matthew Lindauer – design
- Jean-Baptiste Mondino –  fotografia

## Desempenho comercial

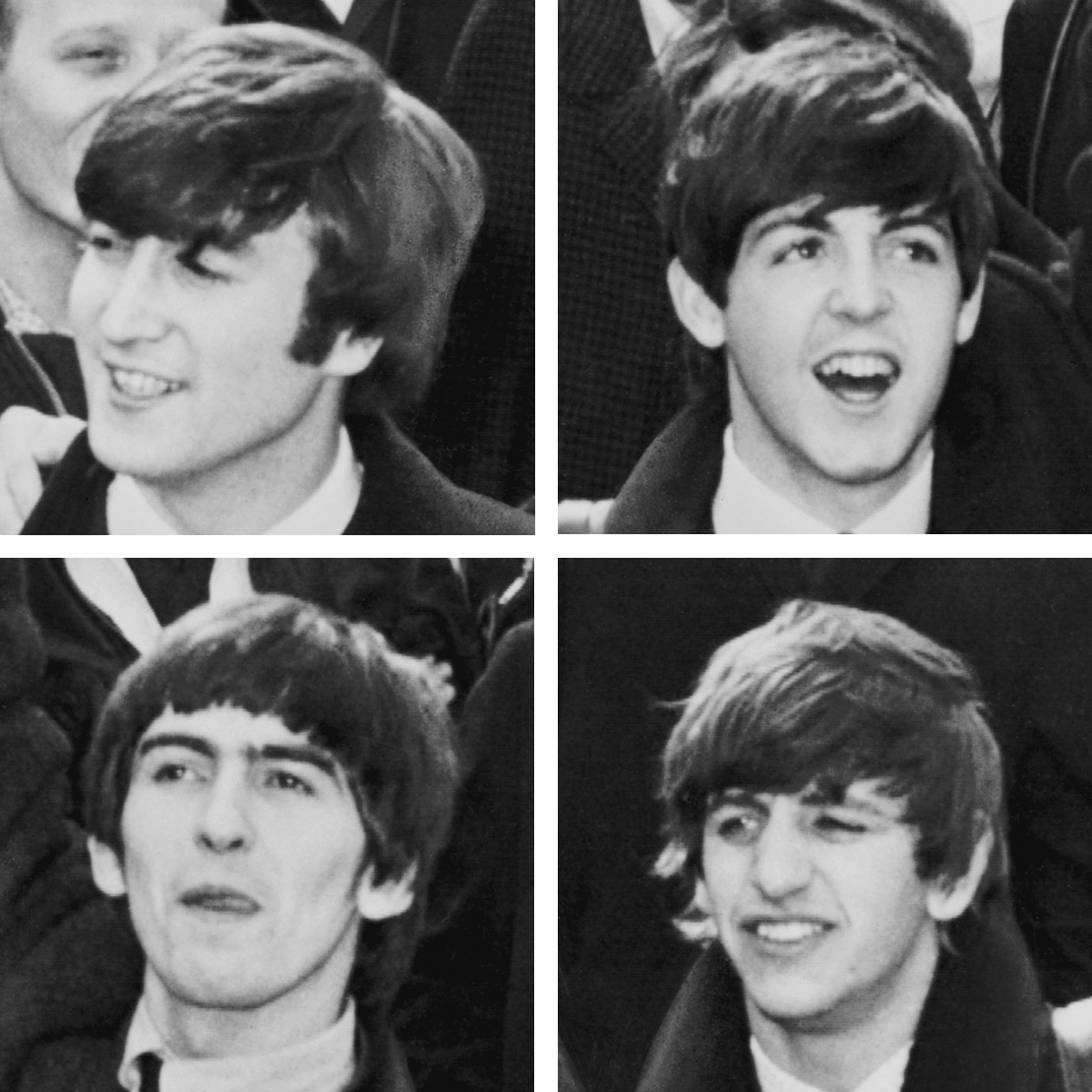
Com "Do not Tell Me", Madonna tornou-se a artista com maior quantidade de segundo singles de uma álbum entre os dez primeiros da Billboard Hot 100, empatando-a com os Beatles (foto).

"Do not Tell Me" estreou no número 78 na tabela da Billboard Hot 100 dos Estados Unidos, na semana de 9 de dezembro de 2000. Duas semanas depois, ele alcançou o top-40 do gráfico no número 35. Em fevereiro de 2001, após seu lançamento comercial — o single subiu do número 16 para o número quatro — dando a Madonna seu 34 single entre os dez primeiros no Hot 100. Essa conquista empatou Madonna aos Beatles por deter o segundo single de uma álbum entre os dez primeiros e a colocou ao seu alcance o recorde de 36 dos dez primeiros hits de Elvis Presley. Mais tarde, ela superou o recorde com seu single de 2008 "4 Minutes", tornando-se a artista com a maior quantidade de singles no top dez da história da Billboard Hot 100. Em 2015, a Billboard classificou "Don't Tell Me" no número 26 da lista de "40 Maiores Sucessos de Madonna" no Hot 100.
"Do not Tell Me" também foi bem sucedido na tabela da Dance Club Songs, estando presente na parada por 14 semanas. Ele superou "Music" e empatou com "Ray of Light" (1998) e "Bedtime Story" (1995) como a música mais longa de Madonna na parada de sucessos da época. Em 28 de março de 2001, a faixa foi certificado como ouro pela Recording Industry Association of America (RIAA) depois de serem vendidos 500,000 cópias, tornando-se o 24º single de Madonna com certificação ouro e empatando-a aos Beatles com maior quantidade de certificações de ouro nos Estados Unidos. No Canadá, na semana de 27 de janeiro de 2001 e alcançou o primeiro lugar na semana de 17 de fevereiro, onde permaneceu por uma semana. Foi o 20º single canadense número um de Madonna no solo canadense.
Na Austrália, a música estreou no número oito, e na próxima semana atingiu o pico do número sete no Australian Singles Chart, permanecendo por um total de 17 semanas. Em 2002, obteve uma certificação platina da Australian Recording Industry Association (ARIA) após setenta mil cópias do single serem vendidas em território australiano. A música também teve sucesso na Nova Zelândia, onde se tornou o quinto e o segundo número consecutivo de Madonna depois de "Music".
Na Europa, nomeadamente no Reino Unido, "Don't Tell Me" estreou no número 65 na tabela UK Singles Chart em 9 de dezembro de 2000. Após um total de 10 semanas na parada, alcançou o número 4 em 10 de fevereiro de 2001, tornando-se o 12º single de Madonna consecutiva entre os dez primeiros. Segundo a Official Charts Company, a música vendeu 185,000 cópias lá. Em 2017, foi certificada como prata pela British Phonographic Industry (BPI) depois de serem exportados 200,000 exemplares do projeto na nação. "Don't Tell Me" também teve sucesso na Itália, alcançou o número um na parada de singles da FIMI, alcançando o top dez na Escócia, Espanha, Finlândia, Noruega e Polônia. Em toda a Europa, a música atingiu o número dois na parada europeia do Hot 100 Singles. Também alcançou o Top 50 da Rádio Europeia por nove semanas consecutivas e acabou se tornando a música número um do continente em 2001.

### Tabelas semanais
| Tabela musical (2000–01)            | Melhor posição |
| ----------------------------------- | -------------- |
| Alemanha (GfK Entertainment Charts) | 22             |
| Austrália (ARIA Charts)             | 7              |
| Austrália (ARIA Dance Charts)       | 4              |
| Áustria (Ö3 Austria Top 40)         | 12             |
| Bélgica (Ultratop 50 de Flandres)   | 27             |
| Bélgica (Ultratop 40 de de Valônia) | 15             |
| Canadá (Nielsen SoundScan)          | 1              |
| Dinamarca (Hitlisten)               | 15             |
| Escócia (OCC)                       | 5              |
| Espanha (PROMUSICAE)                | 2              |
| Estados Unidos (Adult Top 40)       | 4              |
| Estados Unidos (Billboard 100)      | 4              |
| Estados Unidos (Dance Club Songs)   | 1              |
| Estados Unidos (Mainstream Top 40)  | 4              |
| Europa (European Hot 100 Singles)   | 1              |
| Europa (Radio Top 50)               | 1              |
| Finlândia (IFPI Finlândia)          | 2              |
| França (SNEP)                       | 3              |
| Irlanda (IRMA)                      | 15             |
| Itália (FIMI)                       | 1              |
| Noruega (VG-lista)                  | 6              |
| Nova Zelândia (Recorded Music NZ)   | 1              |
| Países Baixos (Dutch Top 40)        | 12             |
| Países Baixos (Single Top 100)      | 26             |
| Polônia (ZPAV)                      | 3              |
| Reino Unido (UK Singles Chart)      | 4              |
| Suécia (Sverigetopplistan)          | 12             |
| Suíça (Schweizer Hitparade)         | 10             |

| Tabela musical (2001)              | Posição |
| ---------------------------------- | ------- |
| Austrália (ARIA)                   | 78      |
| Austrália (ARIA Dance Charts)      | 15      |
| Europa (Hot 100 Singles)           | 47      |
| Europa (Radio Top 100)             | 1       |
| Estados Unidos (Billboard Hot 100) | 34      |
| Estados Unidos (Adult Top 40)      | 15      |
| Estados Unidos (Dance Club Songs)  | 34      |
| Estados Unidos (Mainstream Top 40) | 21      |
| Nova Zelândia (Recorded Music NZ)  | 19      |
| Suíça (Schweizer Hitparade)        | 89      |

| Região | Certificação | Vendas   |
| --- | ------------ | -------- |
| Austrália (ARIA) | Platina      | 70,000^  |
| Estados Unidos (RIAA) | Ouro         | 500,000^ |
| França (SNEP) | Prata        | 125,000* |
| Reino Unido (BPI) | Prata        | 200,000‡ |
| *vendas baseadas apenas na certificação ^distribuições baseadas apenas na certificação ‡vendas+valores de streaming baseados apenas na certificação |              |          |

### Precessão e sucessão
| Gráficos de sucessão                                      | Gráficos de sucessão                                                                       | Gráficos de sucessão                                      |
| --------------------------------------------------------- | ------------------------------------------------------------------------------------------ | --------------------------------------------------------- |
| Precedido por "The Underground" por Celeda                | Singles número um na Billboard Hot Dance Club Songs 20 de janeiro de 2001                  | Sucedido por "Lady (Hear Me Tonight)" por Modjo           |
| Precedido por "Cruisin'" por Huey Lewis & Gwyneth Paltrow | Singles número um na New Zealand (RIANZ) Singles Chart 25 de fevereiro de 2001 (3 semanas) | Sucedido por "Love Don't Cost a Thing" por Jennifer Lopez |